# The Red Shoes (album)
The Red Shoes è il settimo album della cantante Kate Bush, pubblicato il 2 novembre 1993.

## Descrizione
L'uscita del disco è stata accompagnato dal video The Line, the Cross and the Curve, un musical con Miranda Richardson come coprotagonista e con le musiche tratte dall'album The Red Shoes, a sua volta ispirato dal film Scarpette rosse. La trama principale dell'album narra le vicende di una ragazza che, indossate delle scarpette rosse fatate, non riesce più a smettere di ballare. L'album riscuote un buon successo internazionale, raggiungendo il secondo posto in classifica. Il disco vede inoltre la collaborazione di artisti prestigiosi tra le quali vanno citati: Jeff Beck, Eric Clapton, Michael Kamen e Prince. Quest'ultimo, oltre che in veste di musicista, duetta con la cantautrice nella canzone Why Should I Love You?. Il primo singolo estratto dall'album è Rubberband Girl che raggiunge la settima posizione in classifica. Secondo singolo estratto fu Eat the Music che si aggiudica la top ten, seguito dal terzo singolo Moments of Pleasure. The Red Shoes è il quarto singolo pubblicato ad aprile del 1994 e riporta sulla copertina l'autrice in coppia con l'attrice Miranda Richardson. A novembre viene pubblicato il quinto ed ultimo singolo dell'album And So Is love. Nella canzone The Song of Solomon si avvale della collaborazione del Trio Bulgarka.

## Pausa successiva al 1993
Dopo la pubblicazione di The Red Shoes, la Bush scompare e un alone di mistero costringe i fan ad attenderla senza quasi più notizie per oltre dodici anni, tempo in cui la cantautrice si occupa prevalentemente di suo figlio Bertie. Nel 2005 esce l'album Aerial.

## Re-interpretazioni inDirector's Cut
Sette dei dodici brani dell'album verranno riproposti, ognuno con una nuova interpretazione nell'album Director's Cut del 2011. Un'edizione speciale di Director's Cut contiene anche la versione originale di The Red Shoes rimasterizzata.

## Tracce
1. Rubberband Girl – 4:45
2. And So Is Love – 4:15
3. Eat the Music – 5:10
4. Moments of Pleasure – 5:20
5. The Song of Solomon – 4:30
6. Lily – 3:50
7. The Red Shoes – 4:00
8. Top of the City – 4:15
9. Constellation of the Heart – 4:50
10. Big Stripey Lie – 3:30
11. Why Should I Love You? – 5:00
12. You're the One – 5:50